# Limnophila pallidistyla
Limnophila pallidistyla är en tvåvingeart som beskrevs av Alexander 1934. Limnophila pallidistyla ingår i släktet Limnophila och familjen småharkrankar. Inga underarter finns listade i Catalogue of Life.